# Поляриссима
Поляри́ссима (полярис от лат. polaris — «полярный») — видимая звезда, предпочтительно яркая, находящаяся примерно на оси вращения Земли, то есть звезда, видимое положение которой близко к одному из полюсов мира и которая находится в зените, если смотреть соответственно с северного или южного полюса Земли. Аналогичная концепция используется в отношении других планет.
В то время как видимое положение других звёзд на небе меняется в течение ночи, и кажется, что они вращаются вокруг небесного полюса, видимое положение поляриссим практически не меняется. Это делает поляриссимы особенно полезными в астрономической навигации: они являются надёжным указателем направления на соответствующие географические полюсы; их видимое положение на небе постоянно, благодаря чему их угол возвышения над горизонтом может быть использован для определения географической широты.

## Поляриссимы Земли
Полярной звездой в настоящее время называют Альфу Малой Медведицы, которая является текущей поляриссимой северного полюса мира, тогда как южный полюс мира в настоящее время лишён столь ярких звёзд, как Полярная, которые могли бы обозначить его позицию. Ближайшая к южному полюсу мира видимая невооружённым глазом звезда — слабая Сигма Октанта, которую иногда называют Южной звездой.
С течением времени поляриссимами становятся разные звёзды. Это вызвано тем, что небесные полюса непрерывно дрейфуют через звёздное поле. Основная причина этого — прецессия оси вращения Земли. Если бы звёзды были неподвижными в пространстве, прецессия привела бы к тому, что небесные полюса совершали бы воображаемые круги на небесной сфере, делая один круг (с центром в полюсах эклиптики) примерно за 26 000 лет и проходя вблизи различных звёзд в разные времена. Вдобавок сами звёзды движутся относительно друг друга, и это так называемое собственное движение звёзд является ещё одной причиной смены поляриссим.
Список северных поляриссим полного прецессионного круга
- 13 тыс. лет до н. э.: Вега, α (альфа) Лиры)
- 9 тыс. лет до н. э.: поочерёдно π (пи) и η (эта) Геркулеса
- 8—7 тыс. лет до н. э.: τ (тау) Геркулеса
- 5500—3500 гг. до н. э.: Эдасих, ι (йота) Дракона
- 3500—1500 гг. до н. э.: Тубан, α Дракона
- 1500 г. до н. э. — 1 год н. э.: Кохаб, β (бета) Малой Медведицы.
- 1—1100 года: поляриссимы нет. Но есть «стражи» — Кохаб (β Малой Медведицы) и α Малой Медведицы, полюс примерно на одинаковом расстоянии от α и β Малой Медведицы.
- 1100—3200 гг.: современная Полярная звезда, α альфа Малой Медведицы. На минимальном расстоянии от северного полюса (0°27′34,1″) она пройдёт 23 апреля 2102 года.
- 3200—5000 гг.: Альраи, γ (гамма) Цефея.
- 5000—6500 гг.: Альфирк, β Цефея.
- 6500—8500 гг.: Альдерамин, α Цефея.
- 8500—13 000 гг.: Денеб (α Лебедя) и Садр (γ Лебедя).
- 13 000 г. — поляриссимой опять станет Вега (α Лиры).

Движение полюса мира по небесной сфере повторяется лишь приблизительно, к тому же за столь длительные промежутки времени, как прецессионный цикл (ок. 26 000 лет), становится заметным собственное движение звёзд, поэтому в следующих и предыдущих прецессионных циклах последовательность поляриссим не обязательно повторяется.

## Другие планеты
Поляриссимы других планет определяются аналогично: это звёзды, которые наиболее близко совпадают с проекцией оси вращения планеты на небесной сфере. Различные планеты имеют разные поляриссимы, потому что их оси вращения ориентированы по-разному.
| Планета / спутник | Южный полюс                                                    | Северный полюс                             |
| ----------------- | -------------------------------------------------------------- | ------------------------------------------ |
| Меркурий          | Альфа Живописца                                                | Омикрон Дракона                            |
| Венера            | ближайшая к южному полюсу Эта¹ Золотой Рыбы                    | Фафнир                                     |
| Луна              | Дельта Золотой Рыбы                                            |                                            |
| Марс              | Каппа Парусов (удалена на несколько градусов от южного полюса) | две звезды Северного креста — Садр и Денеб |
| Сатурн            | Дельта Октанта                                                 |                                            |
| Уран              | 15 Ориона                                                      | Эта Змееносца                              |
| Нептун            | Гамма Парусов                                                  | посередине между Гаммой и Дельтой Лебедя   |